# 봄바디어 리어젯 60

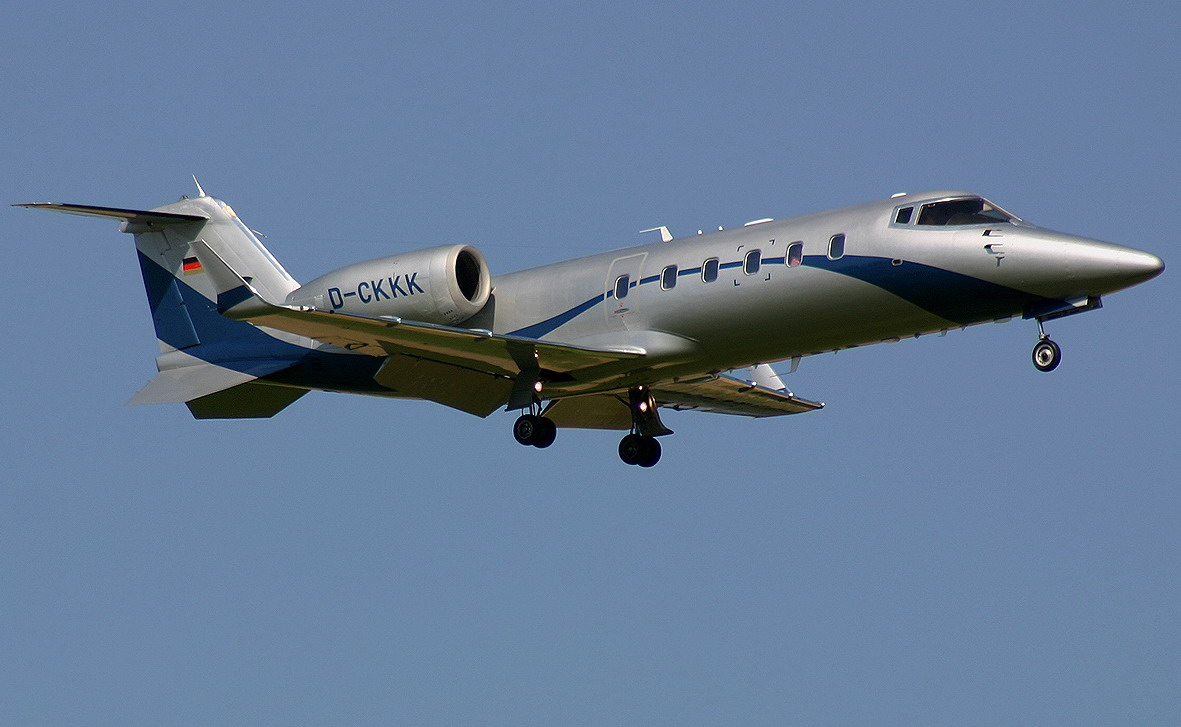

봄바디어 리어젯 60(Learjet 60)은 캐나다의 봄바디어 에어로스페이스가 개발한 8~10인승 비즈니스 제트기다. 리어젯 85의 경우는 이 기종을 바탕으로 개량되었으며, 봄바디어 리어젯 45와 함께 경쟁 중이다.